# Albert Kalonji

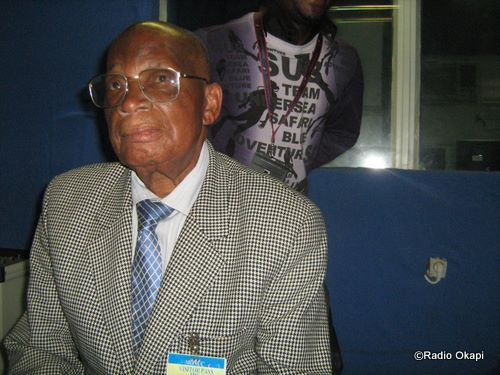
Kalonji op latere leeftijd in 2010.

Albert Kalonji Ditunga (6 juni 1929 - 20 april 2015) was een Congolese politicus die vooral bekend stond als de leider van de kortstondige afscheidingsstaat Zuid-Kasai (Sud-Kasaï) tijdens de Congocrisis.

## Vroege leven
Er is weinig bekend over de vroege jaren van Albert Kalonji. Hij werd geboren in 1927 of 1929 in Hemptinne, in de provincie Kasai van Belgisch-Congo. Hij volgde onderwijs aan de katholieke scholen die werden geleid door de Scheut Missionarissen in Lusambo, alvorens vijf jaar lang een landbouwschool in Kisantu te volgen.

## Vroege carriere
Kalonji, een stamhoofd afkomstig uit de Luba etnische groep, startte zijn politieke carrière onder het Belgische koloniale bewind als lid van de nationalistische Mouvement National Congolais (MNC) partij, geleid door Patrice Lumumba. Kalonji brak echter met Lumumba om een federalistische factie van de partij te vormen, bekend als de Mouvement National Congolais-Kalonji (MNC-K). Deze factie slaagde er niet in aanzienlijk succes te behalen, terwijl Lumumba tot premier van het onafhankelijke Congo werd benoemd in 1960.

## Zuid-Kasai
Binnen enkele dagen na de onafhankelijkheid van België bevond de nieuwe Republiek Congo zich in een situatie van verdeeldheid tussen concurrerende politieke facties, evenals door buitenlandse inmenging. Naarmate de situatie verslechterde, verklaarde Moise Tshombe op 11 juli 1960 de onafhankelijkheid van de provincie Katanga als de Staat Katanga.
Kalonji beweerde dat de Baluba werden vervolgd in Congo en hun eigen staat nodig hadden in hun traditionele Kasai geboorteland. Hij volgde al snel en verklaarde de autonomie van het diamantrijke Zuid-Kasai op 8 augustus, waarbij hijzelf aan het hoofd stond. In tegenstelling tot Tshombe trok Kalonji zich echter terug van het volledig uitroepen van onafhankelijkheid van Congo en verklaarde eerder de "autonomie" ervan binnen een hypothetisch, gefederaliseerd Congo. Hij en vertegenwoordigers van zijn partij bleven zetelen in de Congolese parlementen in Léopoldville.
In navolging van Winston Churchill nam hij het V-teken voor overwinning aan om zijn vertrouwen uit te drukken in het vermogen van Zuid-Kasai om zijn doelen te bereiken.
Op 12 april 1961 werd Kalonji's vader de titel Mulopwe toegekend (wat zich ongeveer vertaalt naar "keizer" of "god-koning"), maar hij trad onmiddellijk "af" ten gunste van zijn zoon. In april 1961 nam Kalonji de koninklijke titel Mulopwe aan ("Koning van de Baluba") om de staat nauwer te verbinden met het prekoloniale Luba-rijk. Deze actie verdeelde de autoriteiten van Zuid-Kasai en Kalonji werd verloochend door de meerderheid van de parlementaire vertegenwoordigers van Zuid-Kasai in Léopoldville. De stap was omstreden, zelfs onder leden van Kalonji's eigen partij, en kostte hem veel steun.
Kalonji's heerschappij bleek echter van korte duur. Als voorbereiding op de invasie van Katanga vielen Congolese regeringstroepen Zuid-Kasai binnen en namen het in bezit, waarbij ze betrokken raakten bij etnisch geweld en duizenden Baluba verdreven. Op 30 december werd Kalonji gearresteerd. Hij slaagde er kort daarna in te ontsnappen. De administratieve structuur van Zuid-Kasai overleefde, zij het onder Congolese bezetting, tot een staatsgreep geleid door de premier van de staat, Joseph Ngalula, in oktober 1962, waarna de staat terugkeerde naar Congo.

## Erfenis en daaropvolgende activiteiten
Na zijn ontsnapping uit arrestatie vluchtte Kalonji naar het Francoistische Spanje. Tussen 1964 en 1965 keerde hij terug naar Congo om een ministerspost te bekleden in de centrale regering onder leiding van Tshombe. Na de staatsgreep van Joseph-Désiré Mobutu in 1965 ging Kalonji opnieuw in ballingschap, wat een einde betekende van zijn politieke carrière. Onder het bewind van Mobutu werd het gebied van Zuid Kasai opgesplitst in twee regio's om toekomstige afscheidingsneigingen tegen te gaan.
In ballingschap in Europa bleef Kalonji de titel "Souverain Possesseur des Terres occupées par les Balubas" (Soevereine Eigenaar van de Gronden bezet door de Baluba) opeisen. Hij schreef over zijn ervaringen in "Memorandum: Ma lutte, au Kasai, pour la Verité au service de la Justice" ("Memorandum: Mijn strijd in Kasai ten dienste van Waarheid en Gerechtigheid", gepubliceerd in 1964) en "Congo 1960. La Sécession du Sud-Kasaï. La vérité du Mulopwe" ("Congo 1960. De afscheiding van Zuid-Kasaï. Waarheid van de Mulopwe", gepubliceerd in 2005). Hij overleed in april 2015 en werd begraven in Katende.